# Helena de Troia
|  | Aquest article tracta sobre Helena de Troia. Vegeu-ne altres significats a «Helena (desambiguació)». |

Helena de Troia, per Evelyn de Morgan, 1898.

Segons la mitologia grega, Helena o Hèlena (grec Ἑλένη Helénē; llatí Hĕlĕna, ae), més coneguda com a Helena/Hèlena de Troia, fou la filla de Zeus i Leda, famosa per la seva bellesa. El seu rapte per Paris provocà la Guerra de Troia.

## Naixement
Zeus es disfressà de cigne i seduí Leda, que aquella mateixa nit va tenir relacions amb el seu marit, Tíndar d'Esparta. Poc després, Leda va pondre dos ous: d'un nasqueren Càstor i Clitemnestra i de l'altre, Helena i Pòl·lux. Pòl·lux i Helena eren fills de Zeus, mentre que Càstor i Clitemnestra ho eren de Tíndar.
Una altra versió diu, segons una antiga llegenda, que Zeus anava per l'Olimp quan es va topar amb la dea de l'enveja, Nèmesi, es va transformar en cigne i la va seduir. La dea va pondre un ou, però l'abandonà en un bosc prop d'Esparta. Un pastor el va trobar i el va portar a la reina Leda, que el va cuidar i en va adoptar el nadó que en va sortir: Helena. En veure la bellesa de la nounada, Zeus va crear la constel·lació del Cigne al firmament.

## Infància
Ja de ben petita, es feu coneguda per ser una nena molt formosa. Un dia era al temple d'Esparta dedicat a Àrtemis, quan van entrar Teseu i Pirítous i la van segrestar. Se la van jugar a sorts i va tocar a Teseu.
El jove se la va endur a Atenes, però els ciutadans no van permetre-li entrar amb la bella espartana -perquè temien una guerra- i Teseu va portar-la amb la seva mare, Etra. Un dia, mentre estaven dona i nena soles, van arribar els germans d'Helena, Càstor i Pòl·lux, la van alliberar i van agafar com a esclava Etra, qui acompanyaria Helena a Esparta i també a Troia.

## Pretendents
Quan va créixer, Helena tenia molts pretendents entre els reis i prínceps de Grècia:
| - Diomedes d'Argos - Antíloc, rei de Pilos - Agapènor, rei d'Arcàdia - Estènel, fill de Capaneu - Talpi, d'Èlida - Meges, fill de Fileu, rei de l'Èlida - Amfíloc, rei d'Argos d'Acaia - Menesteu, d'Atenes - Esquedi, de Fòcida - Polixen, de l'Èlide - Penèleos, de Beòcia - Àiax el petit, de la Lòcrida - Ascàlaf i Ialmen, reis d'Orcomen - Elefènor, rei d'Eubea - Eumel, de Tessàlia - Polipetes, rei dels làpites - Leonteu, de Tessàlia | - Podaliri i Macàon, fills d'Asclepi - Filoctetes, de Magnèsia - Eurípil, de Tessàlia - Protesilau, de Ptiòtida - Idomeneu de Creta - Cínires de Xipre - Menelau de Micenes - Pàtrocle de Ftia - Palamedes d'Eubea - Àiax de Salamina - Teucre l'Arquer de Salamina - Odisseu d'Ítaca - Nireu, rei de Simi - Tlepòlem, rei de Rodes - Pròtous, de Magnèsia - Fidip, rei de Cos |

El seu padrastre, Tíndar, no es volia decidir per ningú, ja que pensava que podria provocar conflictes entre les diferents ciutats gregues. Finalment, la va casar amb Menelau, príncep de Micenes, que vivia exiliat a Esparta, i tots els altres guerrers van jurar protegir la nova parella. Poc després, moririen els germans mascles d'Helena, i Menelau i Helena van esdevenir reis d'Esparta.
El seu marit, Menelau, va viatjar fins a Troia en visita diplomàtica. Allà, va convidar Paris, fill del rei Príam, a visitar el seu regne. Paris s'estigué uns dies a Esparta, fins que Menelau hagué de marxar a Xipre als funerals del seu pare. Aleshores, el jove príncep troià segrestà (o seduí, segons les versions) Helena.

## Helena de Troia

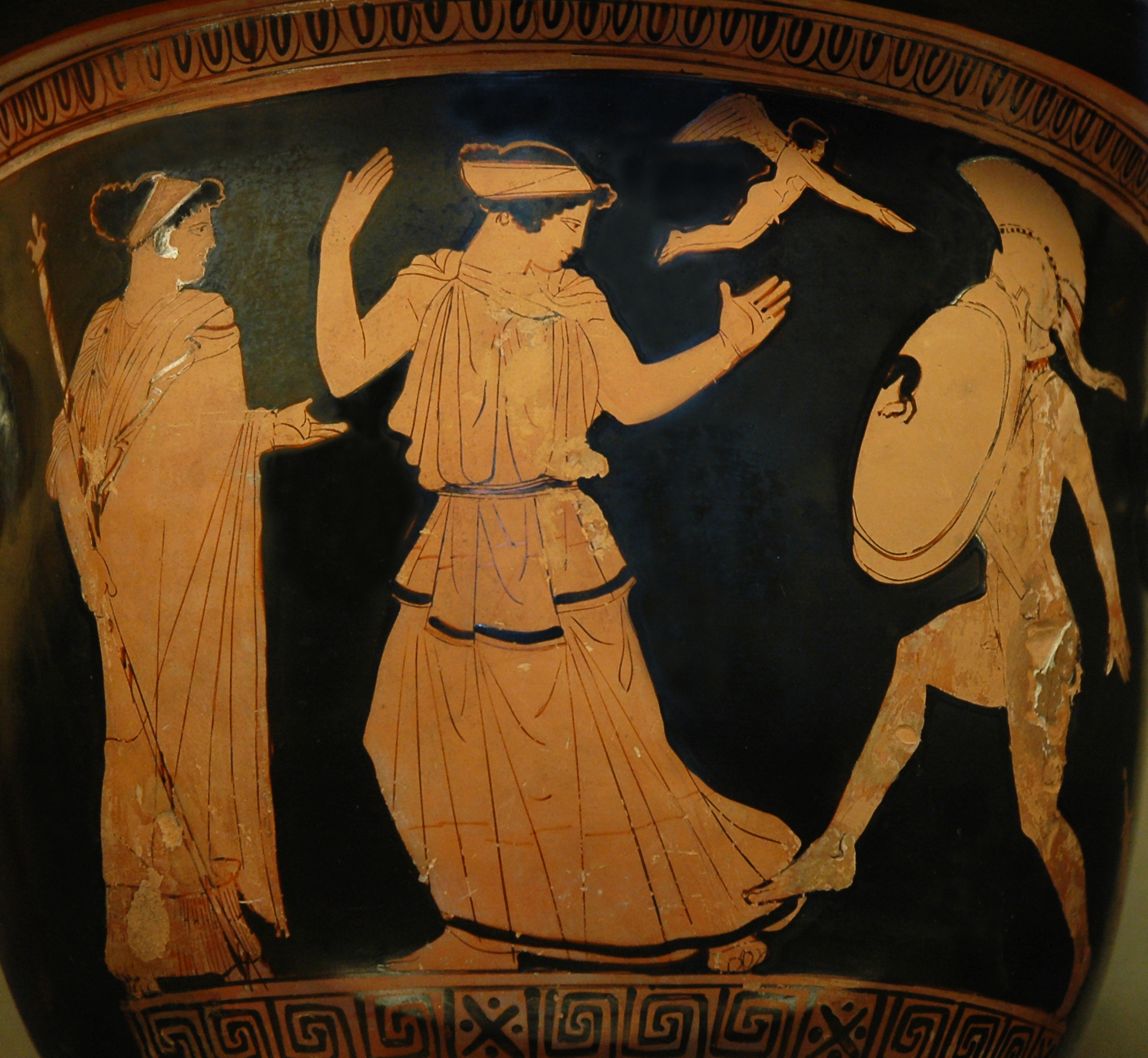
Helena entre Menelau i Afrodita. Detall d'un vas àtic amb figures vermelles d'entre el 450 i el 440 aC.

Després de la fugida dels dos joves a Troia, les negociacions de Menelau perquè la seva esposa tornés foren infructuoses, per la qual cosa va demanar ajuda a la resta de prínceps grecs que havien jurat defensar-la.
Durant la Guerra de Troia, va veure morir el seu nou espòs a les seves mans, a causa de ferides de guerra. En morir Paris, Príam la feu casar amb el seu cunyat Deífob a contracor. Quan els grecs aconseguiren entrar a Troia, Helena era al palau del seu espòs. Aquest va sortir a defensar-se, i es topà amb Menelau. Quan Deífob estava a punt de matar el rei d'Esparta, Helena va assassinar Deífob per l'esquena i es guanyà el perdó de Menelau.

## La fi d'Helena
En finir la Guerra de Troia, passaren divuit anys viatjant per la Mediterrània i Egipte, fins que els déus els permeteren tornar a Esparta. Menelau i Helena tingueren una filla: Hermíone, a qui Helena abandonà quan tenia nou anys.
Segons l'Odissea d'Homer, van rebre a la cort d'Esparta la visita de Telèmac, que cercava notícies sobre el seu pare Odisseu, que estava desaparegut des del final de la guerra de Troia.
Pausànies afirmava que, després de la mort de Menelau, el seu fill il·legítim Megapentes ocupà el tron i Helena fou deportada a Rodes. Allà, la reina Polixo, gelosa, la feu penjar a la forca.

## Nomenclatura
La transcripció Hèlena és l'adoptada pel Diccionari Grec-Català, no fent excepció en aquest cas al criteri general de seguir la norma del llatí en l'accentuació dels noms clàssics (ja siguin noms transcrits del grec, ja siguin neologismes del llatí). Segons aquest criteri, l'accentuació en català «només depèn de la quantitat de la penúltima síl·laba en el cas a partir del qual passa al català: si la penúltima síl·laba del nom grec o llatí és llarga, el nom català porta l'accent en aquesta síl·laba; si és breu, el porta a la síl·laba anterior a aquesta.» La transcripció Hèlena també és l'adoptada en les traduccions de la Fundació Bernat Metge i de l'editorial Adesiara, especialitzades en clàssics grecs i llatins.
No obstant això, la transcripció Helena, com a excepció al criteri general d'accentuació, té tradició en l'àmbit de la llengua catalana, essent l'emprada, per exemple, per Carles Riba en la seva traducció de l'Odissea, per bé que Riba va vacil·lar pel que fa a l’ús de la forma plana i l’esdrúixola; o en la traducció al català del Diccionari de mitologia grega i romana, de Pierre Grimal, a càrrec de Montserrat Franquesa, Joaquim Gestí i Andreu Martí, També l'Enciclopèdia Catalana manté la forma Helena.
El nom de la vila d'Elna, suposadament anomenada en referència a Helena de Constantinoble, mare de Constantí, si l'etimologia és correcta, és una prova que, antigament, l'accent requeia damunt la primera e (la segona e va caure segons la regla del llatí vulgar per la qual cauen les vocals posttòniques).

## En la cultura popular

### Premodern

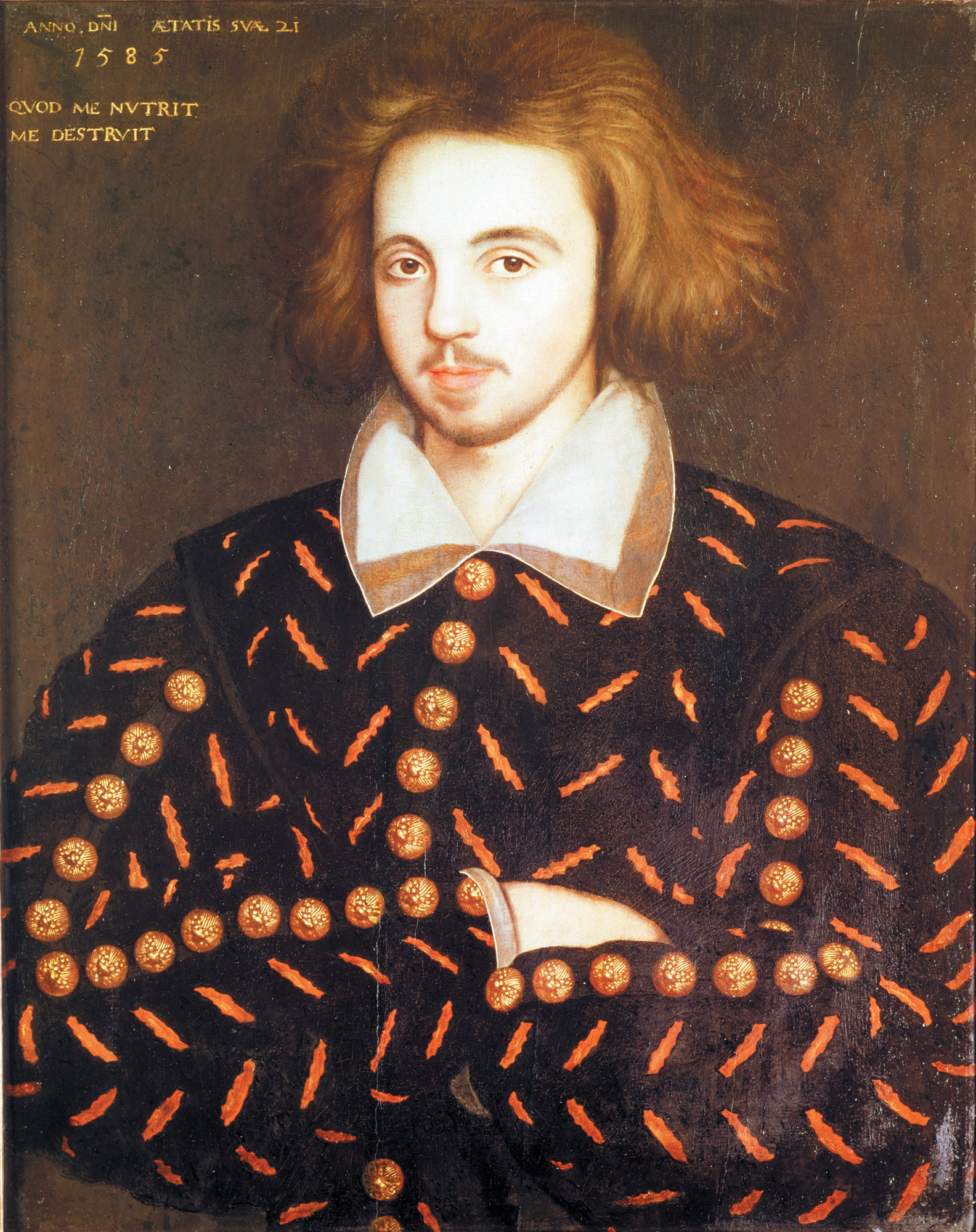
L'obra de teatre de Christopher Marlowe (aquest retrat de 1585 està en disputa) La història tragica del doctor Faust (1604) és la font de la famosa cita «Va ser aquest el rostre que va llançar mil vaixells / i va cremar les torres d'Ilium amb el tors despullat?», tot i que la línia es deriva en última instància d'una cita dels Diàlegs dels morts de Lucian.

Helena va aparèixer freqüentment a les comèdies ateneses del segle V aC com una caricatura de l'amant de Pèricles Aspàsia. A l'època hel·lenística, s'associava amb la lluna a causa de la semblança del seu nom amb la paraula grega Σελήνη (Selene), que significa «Lluna, deessa de la lluna». Una font pitagòrica va afirmar que Helena havia vingut originàriament d'una colònia a la Lluna, on les persones eren més grans, més fortes i «quinze vegades» més belles que els mortals corrents. És una de les dones homònimes de la tragèdia Les troianes produïda l'any 415 aC pel dramaturg grec Eurípides.
Dió Crisòstom va absoldre Helena de la culpa per la Guerra de Troia fent de París el seu primer marit original i afirmant que els grecs van començar la guerra per gelosia. Virgili, a la seva Eneida, és Enees el que va salvar la vida d'Helena, en lloc de Menelau, i en canvi retrata l'acte com un exemple elevat d'autocontrol. Mentrestant, Virgili també fa que Helena sigui més viciosa en fer-la trair el seu propi marit Deífobos i lliurar-lo a Menelau com a ofrena de pau. El satíric Llucià presenta Helena als seus famosos Diàlegs dels morts, en què retrata el seu esperit difunt com a vell i marcit.
A la primera Edat Mitjana, després de l'ascens del cristianisme, Helena va ser vista com una pagana equivalent a Eva del Llibre del Gènesi. Helena era tan estimada pels cristians de l'edat mitjana que fins i tot va assumir uns quants dels papers de la Verge Maria.

### Modern
Durant el Renaixement, el poeta francès Pierre de Ronsard va escriure 142 sonets dirigits a una dona anomenada Hélène de Surgères, en què la declarava la vertadera, Helena francesa, més que la mentida dels grecs.
Helena apareix en diverses versions del mite de Faust, inclosa l'obra de 1604 de Christopher Marlowe The Tragical History of Doctor Faustus, en la qual Faust es meravella: «Va ser aquest el rostre que va llançar mil vaixells / I va cremar les torres d'Ilium amb el tors despullat?» en veure un dimoni fent-se passar per Helena. La línia, que sovint es cita fora de context, és una paràfrasi d'una declaració dels Diàlegs dels morts de Lucian. Es debat si la frase transmet sorpresa per la bellesa d'Helena, o decepció perquè no és més bella. El poeta i polímata alemany Johann Wolfgang von Goethe va tornar a imaginar la trobada de Faust i Helena. A Faust: La segona part de la tragèdia, la unió d'Helena i Faust esdevé una complexa al·legoria de la trobada del món clàssic-ideal i modern.
L'any 1803, quan el zoòleg francès François Marie Daudin havia d'anomenar una nova espècie de serp bellament acolorida, la serp petita (Coelognathus helena), va triar el nom específic d'helena en referència a Helena de Troia.

Helena de Troia d’Evelyn De Morgan (1898, Londres); L'Helena mostra amb admiració un ble dels seus cabells, mentre mira a un mirall decorat amb l'Afrodita nua.

El 1864, París va veure l'estrena de l'opereta La Belle Hélène de Jacques Offenbach.
Helena de Troia és un personatge secundari de l'òpera Mefistofele d’Arrigo Boito, que va fer la seva estrena a Milà el 1868.
El 1881, Oscar Wilde va publicar un poema titulat The New Helen, en el qual declarava que la seva amiga Lillie Langtry era la reencarnació d'Helena de Troia. Wilde retrata aquesta nova Helena com l'antítesi de la Mare de Déu, però la dota de les característiques del mateix Jesucrist. El poeta irlandès William Butler Yeats va comparar Helena amb la seva musa, Maud Gonne, en el seu poema de 1916 No Second Troy. L'antologia The Dark Tower de CS Lewis inclou un fragment titulat Després de deu anys. A Egipte després de la Guerra de Troia, a Menelau se li permet triar entre la Helena real i decebedora i una Helena ideal conjurada pels mags egipcis.
La pintora prerrafaelita anglesa Evelyn De Morgan va retratar una Helena sexualment assertiva en el seu quadre de 1898 Helen of Troy. Salvador Dalí estava obsessionat amb Helena de Troia des de la infància i veia la seva dona Gala Dalí i el personatge surrealista Gradiva com les personificacions d'Helena. Dedica la seva autobiografia Diari d'un geni a «la meva genia Gala Gradiva, Helena de Troia, Santa Helena, Gala Galatea Placida».
El planeta menor 101 Helena, descobert per James Craig Watson el 1868, porta el nom d'Helena de Troia.
La novel·la més venuda de John Erskine de 1925 The Private Life of Helen of Troy va retratar Helena com una heroïna burgesa sensata, però la pel·lícula muda de 1927 del mateix nom, dirigida per Alexander Korda, va transformar Helena en una addicta a les compres.
El 1928, Richard Strauss va escriure l'òpera alemanya Die Ägyptische Helena ('L'Helena egípcia'), que és la història dels problemes d'Helena i Menelau quan es troben abandonats en una illa mítica.
El conte de 1938, Helen O'Loy, escrit per Lester del Rey, detalla la creació d'una dona sintètica per part de dos mecànics. El títol és un joc de paraules que combina Helen of Troy amb aliatge.
La pel·lícula sueca de 1951 Sköna Helena és una versió adaptada de l'opereta d'Offenbach, protagonitzada per Max Hansen i Eva Dahlbeck. El 1956, es va estrenar una èpica franco-britànica titulada Helen of Troy, dirigida pel director guanyador de l'Oscar Robert Wise i protagonitzada per l'actriu italiana Rossana Podestà a el paper titular. Es va rodar a Itàlia i va comptar amb actors de personatges britànics coneguts com Harry Andrews, Cedric Hardwicke i Torin Thatcher en papers secundaris.
La pel·lícula de 1971 The Troian Women va ser una adaptació de l'obra d'Eurípides en la qual Irene Papas va interpretar (una no rossa) Helena de Troia.
A la sèrie de televisió Hèrcules de 1998, Helena apareix com a personatge secundari a l'Acadèmia Prometeu com a estudiant. Helena és afectuosa i entusiasta. Era la noia més popular de l'acadèmia i la xicota d'Adonis. L'Helena fa tot el possible per evitar que l'Adonis es comporti estúpidament, però majoritàriament fracassa. Li agrada Hèrcules, però com a amiga. És una princesa com en el mite, però no és una germanastra d'Hèrcules a la sèrie. La veu va ser de Jodi Benson.
Una versió televisiva del 2003 de la vida d'Helena fins a la caiguda de Troia, Helen of Troy, en la qual va ser interpretada per Sienna Guillory. En aquesta versió, Helena es representa com a infeliç en el seu matrimoni i s'escapa de bon grat amb París, de qui s'ha enamorat, però encara torna a Menelau després que Paris mor i Troia caigui.
Helena va ser interpretada per Diane Kruger a la pel·lícula Troia del 2004. En aquesta adaptació, com en la versió televisiva del 2003, està infeliçment casada amb Menelau i marxa de bon grat amb París, a qui estima. Tanmateix, en aquesta versió no torna a Esparta amb Menelau (que és assassinat per Hèctor), sinó que escapa de Troia amb Paris i altres supervivents quan cau la ciutat.
L'obra de Jacob M. Appel del 2008, Helen of Sparta, torna a explicar la Ilíada d’Homer des del punt de vista d'Helena.
Inspirat per la línia, «Va ser aquesta la cara que va llançar mil vaixells...?» del Faust de Marlowe, Isaac Asimov va encunyar amb broma la unitat millihelen per significar la quantitat de bellesa que pot llançar un vaixell. La novel·lista i poeta canadenca Margaret Atwood va tornar a imaginar el mite d'Helena amb una aparença feminista moderna al seu poema "Helen of Troy Does Countertop Dancing".
A l'episodi "Helen Hunt" de Legends of Tomorrow, Helena és interpretada per la model i actriu israelianoamericana Bar Paly. A l'episodi, Helena és un anacronisme que apareix al Hollywood dels anys trenta. Aconsegueix una feina com a actriu i sense voler comença una guerra entre dos estudis de cinema. Les llegendes viatgen a la Dècada del 1930 i intenten que Helena torni a l'edat del bronze. Lamentablement, segueix, dient a l'equip que vol mantenir-se allunyat. Després d'analitzar registres històrics del seu impacte en la història, Zari Tomaz troba el millor moment per allunyar-la de la lluita del seu temps i la porta a Themyscira. Helen reapareix al final de la tercera temporada, "The Good, the Bad and the Cuddly", com una guerrera amazona que ajuda les Llegendes a derrotar l'exèrcit del dimoni Mallus.
A la minisèrie de televisió del 2018 Troy: Fall of a City, Helena va ser interpretada per Bella Dayne.
El cantant i compositor pop Al Stewart va publicar una cançó anomenada "Helen and Cassandra " a la reedició del seu àlbum de 1988 Last Days of the Century. Hi aborda molts aspectes del mite d'Helena i la contrasta amb la vident Cassandra.
La cantant de pop indie Lorde va llançar una cançó anomenada "Helen of Troy" per a la versió de luxe del seu àlbum de 2021 Solar Power.